# Містер Олімпія 2001
Містер Олімпія 2001 — найбільш значуще міжнародне змагання по культуризму, що проводиться під егідою Міжнародної федерації бодібілдингу (англ. International Federation of Bodybuilding, IFBB). Змагання проходили 27 жовтня 2001 року в Лас Вегасі, США. Це був тридцять сьомий турнір «Містер Олімпія». Свій четвертий титул завоював Ронні Коулмен з США.

## Результати
Загальна сума призових склала $400,000
| Місце | Приз     | Ім'я!                           | 1   | 2  | 3  | 4  | Бали |
| ----- | -------- | ------------------------------- | --- | -- | -- | -- | ---- |
| 1     | $110,000 | США Ронні Коулмен               | 9   | 9  | 5  | 5  | 28   |
| 2     | $60,000  | США Джей Катлер                 | 6   | 6  | 10 | 10 | 32   |
| 3     | $40,000  | США Кевін Леврон                | 19  | 22 | 15 | 20 | 76   |
| 4     | $35,000  | США Шон Рей                     | 21  | 15 | 21 | 23 | 80   |
| 5     | $30,000  | США Кріс Корм'є                 | 19  | 22 | 24 | 18 | 83   |
| 6     | $25,000  | США Орвілл Бурк                 | 30  | 35 | 35 | 30 | 130  |
| 7     | $15,000  | Німеччина Денніс Джеймс         | 36  | 37 | 41 |    | 114  |
| 8     | $14,000  | США Декстер Джексон             | 43  | 39 | 41 |    | 123  |
| 9     | $12,000  | Югославія Нассер Ель Сонбаті    | 41  | 42 | 53 |    | 136  |
| 10    | $10,000  | Іран Шахріар Камалі             | 52  | 48 | 45 |    | 145  |
| 11    |          | США Мелвін Ентоні               | 55  | 56 | 59 |    | 170  |
| 12    |          | США Крейг Тітус                 | 61  | 58 | 62 |    | 181  |
| 13    |          | США Вінс Тейлор                 | 77  | 65 | 45 |    | 187  |
| 14    |          | Німеччина Маркус Рюль           | 62  | 71 | 71 |    | 204  |
| 15    |          | Німеччина Гюнтер Шлієркамп      | 75  | 77 | 76 |    | 228  |
| 16    |          | США Том Прінс                   | 78  | 83 | 86 |    | 247  |
| 17    |          | Німеччина J.D. Dawodu           | 89  | 83 | 94 |    | 266  |
| 18    |          | Тринідад і Тобаго Даррем Чарльз | 92  | 94 | 84 |    | 270  |
| 19    |          | Чехія Павол Яблоницький         | 96  | 97 | 94 |    | 287  |
| 20    |          | Канада Клод Груль               | 94  | 96 | 98 |    | 288  |
| 21    |          | США Майк Матараццо              | 101 | 96 | 95 |    | 292  |

## Визначні події
- Ронні Коулмен виграв свій четвертий поспіль титул Містер Олімпія.
- Джей Катлер і Маркус Рюль отримали позитивні результати на заборонені діуретики, однак результати були анульовані після того, як з'ясувалося, що лабораторія з тестування на допінг, яку використовує IFBB, більше не є офіційною акредитованою лабораторією Міжнародного олімпійського комітету[3].